# Ханти
 Тази статия е за етническа група.  За автономен окръг вижте Ханти-Мансийски автономен окръг - Югра.  
Хантите (остарели наименования: югра, остяки) са застрашена от изчезване угърска етническа група, обитаваща заедно с мансите Ханти-Мансийския автономен окръг на Руската федерация.
В автономния окръг хантийският и мансийският език имат официален статут наред с руския. Известен брой ханти живеят и в Ямало-Ненецкия автономен окръг.
Хантите се споменават за пръв път в руски текстове от 11 век под името им на езика коми, югра. Първоначално то се отнася за множество племена с отделни центрове и вождове. Между 17 и 19 век се правят опити за християнизация на хантите, но в начина им на живот не настъпват сериозни промени.
В съветската ера хантите са едно от няколкото местни малцинства в Сибир, ползващи се с известна автономия в рамките на свой автономен окръг. Този факт изиграва значителна роля за консолидацията на етноса и формирането на общо самосъзнание. Този процес се засилва през 80-те и 90-те години на 20 век, заради усилията на хантите да предпазят общата си територия от индустриалните проекти на различни министерства и агенции. Автономията играе важна роля и за запазването на традиционните култура и език.
Традиционният поминък на хантите е риболовът, ловът в тайгата и отглеждането на елени. Днес религията им е православно християнство, смесено с традиционни вярвания (шамани, вяра в прераждането).
Хантите говорят хантийски език, част от угърската група на уралските езици. Той се състои от десет диалекта, разделени на северна, южна и източна групи, и е тясно свързан с мансийския език.

## Галерия
- Хантийски деца пред еленова шейна близо до езеро Нумто.
- Семейство ханти при река Об, с. Теги.
- Стари ханти жени.
- Момичета ханти събират горски плодове.